# سید روح‌الله خاتمی
آیت‌الله سیّد روح‌الله خاتمی (۵ آبان ۱۲۸۵ – ۵ آبان ۱۳۶۷) روحانی و فقیه شیعه، مؤسس مدرسه علمیه اردکان و نمایندهٔ روح‌الله خمینی در استان یزد و امام جمعه شهر یزد پس از محمد صدوقی بود. وی پدر سید محمد خاتمی، پنجمین رئیس جمهور ایران بود.

## تبارنامه
بنا بر اعلام پایگاه اینترنتی وی، نسب روح‌الله خاتمی با ۴۳ واسطه به حسن (امام دوم شیعیان)، پسر علی (امام اول شیعیان)، پسر ابی طالب (عموی پیامبر اسلام) می‌رسد.

## زندگی

آیت‌الله سیّد روح‌الله خاتمی در کنار پسرش سیّد محمّد خاتمی

آیت‌الله سیّد روح‌الله خاتمی شامگاه دوشنبه ۶ آبان ۱۲۸۵ (۱۰ رمضان ۱۳۲۴ قمری) در اردکان دیده به جهان گشود. پدر و مادرش از خانواده‌ای روحانی بودند.
او با همنشینی پدر و مادر خود توانست فارسی و عربی را به خوبی بیاموزد و از سیزده سالگی نیز به عنوان طلبه به آموختن علوم دینی در زادگاه خود تحت نظر پدر پرداخت.
آیت‌الله سید روح‌الله خاتمی تحصیلات تکمیلی خود را در حوزه علمیه اصفهان به سرانجام رسانید و از سید محمد فشارکی اجازهٔ اجتهاد گرفت. حاج میرزا علی آقای شیرازی، محمد خوانساری، سید محمد نجف‌آبادی و حاج آقا رحیم ارباب از جمله استادان او بودند.

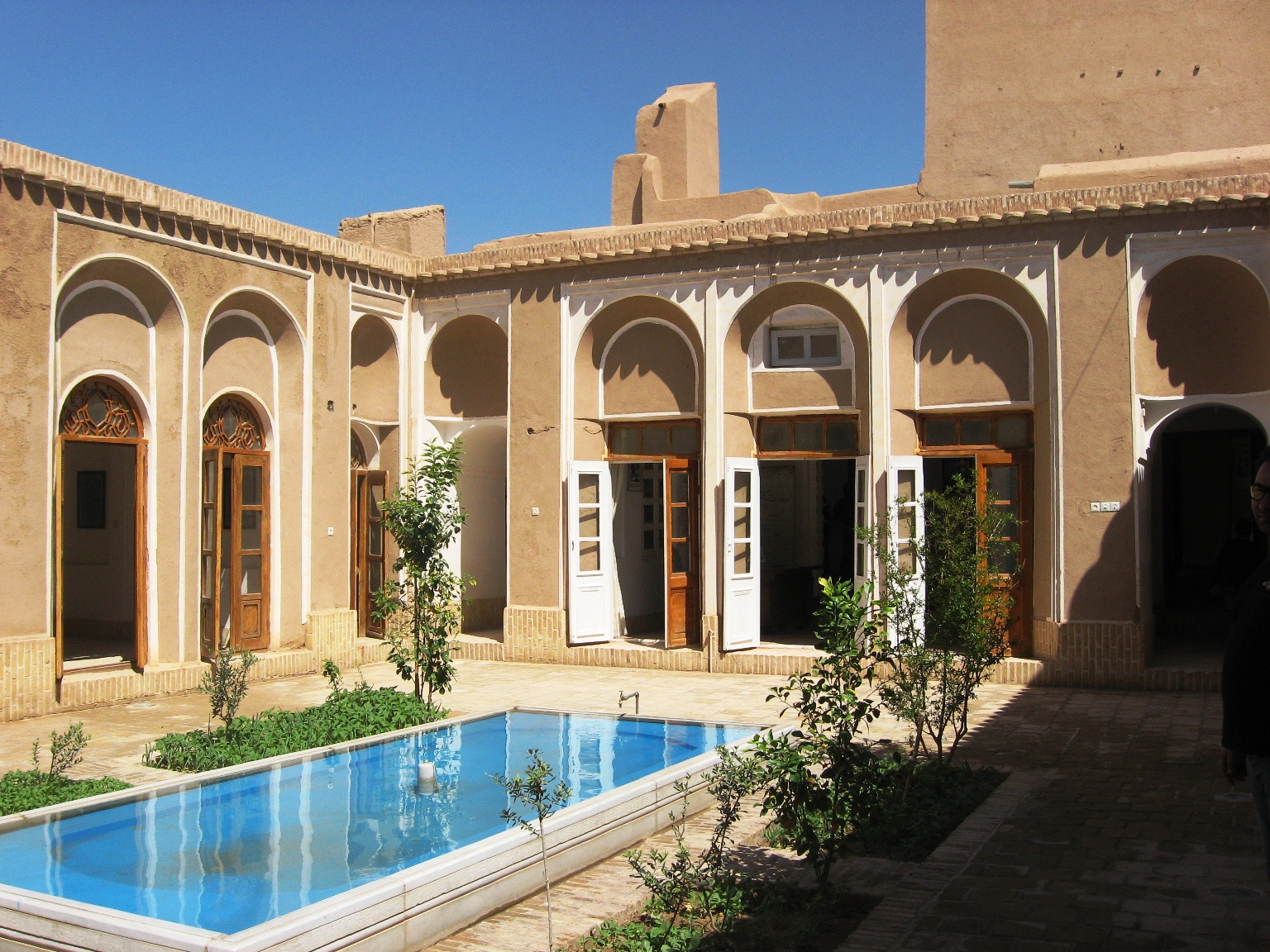
منزل سید روح‌الله خاتمی در اردکان یزد

وی در اردکان، به فعالیت‌های مذهبی و سیاسی در مخالفت با حکومت رضاشاه پرداخت و در کنار آن، هیچگاه از مبارزه با تحجر و مقدس‌مآبی غافل نشد. هنگامی که نخستین جرقه‌های انقلاب اسلامی با سخنان خمینی در سال ۱۳۴۱ شمسی شعله‌ور شد، به وی پیوست و فعالیت سیاسی خود را شدت بخشید و یکی از ارکان انقلاب اسلامی را در یزد و اردکان پی‌افکند.
پس از پیروزی انقلاب، وی با حکم خمینی به عنوان امام جمعهٔ اردکان و پس از ترور محمد صدوقی به سمت امام جمعهٔ یزد و نمایندهٔ سید روح‌الله خمینی در آن دیار منصوب شد.

## آثار
- روزهٔ راستین[۷]
- آینهٔ مکارم[۸]

همچنین چند کتاب دربارهٔ احوال و آثار وی از جمله ”یادنامهٔ خاتمی” به قلم محمدتقی فاضل میبدی منتشر شده‌است. یکی دیگر از این آثار کتابی با عنوان ”تندیس دینداری و فرزانگی” است.

## درگذشت
سید روح‌الله خاتمی در ۵ آبان ۱۳۶۷ درگذشت و در اردکان به خاک سپرده شد. روح‌الله خمینی، در پیامی وی را «یکی از چهره‌های تقوا، خلوص و ایمان» توصیف کرد.